# Jedidiah Goodacre
Jedidiah Goodacre (* 11. Januar 1989 in Petrolia, Ontario) ist ein kanadischer Schauspieler und Synchronsprecher.

## Leben
Goodacre hat drei ältere Schwestern und einen Bruder. Er verließ 2012 die Vancouver Film School for Acting for Film and Television. Ein Jahr später feierte er sein Schauspieldebüt im Fernsehfilm Restless Virgins. Nach zwei Nebenrollen in einem Kinofilm und einem Fernsehfilm wurde er erstmals einem breiteren Publikum durch sein Mitwirken in vier Episoden der Fernsehserie The 100 bekannt. Es folgten in den nächsten Jahren weitere Besetzungen in verschiedenen Filmen. 2015 in Descendants – Die Nachkommen und 2017 und 2019 in dessen Fortsetzung Descendants 2 – Die Nachkommen beziehungsweise Descendants 3 – Die Nachkommen spielte er die Rolle des Chad Charming. 2018 verkörperte er in insgesamt sechs Episoden der Fernsehserie The Originals die Rolle des Roman Sienna, die er ein Jahr später in der Nachfolge-Fernsehserie Legacies erneut verkörpern durfte. Von 2018 bis 2020 verkörperte er in der Fernsehserie Chilling Adventures of Sabrina die Rolle des Dorian Gray, von 2019 bis 2020 spielte er die Rolle des Kyle in der Fernsehserie The Order. 2022 stellte er im Netflix-Original The Imperfects in fünf Episoden die Rolle des  P. J. dar.

## Filmografie (Auswahl)

### Schauspiel
- 2013: Restless Virgins (Fernsehfilm)
- 2014: Way of the Wicked – Der Teufel stirbt nie (Way of the Wicked)
- 2014: Ferngesteuert (Zapped, Fernsehfilm)
- 2015: The 100 (Fernsehserie, 4 Episoden)
- 2015: If There Be Thorns (Fernsehfilm)
- 2015: A World Beyond
- 2015: Descendants – Die Nachkommen (Descendants, Fernsehfilm)
- 2015: Dude, Where's My Ferret? (Kurzfilm)
- 2016: Die Spielzeugfabrik (Some Assembly Required, Fernsehserie, 2 Episoden)
- 2016: Supernatural (Fernsehserie, Episode 11x12)
- 2016: A Mother's Suspicion (Fernsehfilm)
- 2016: Motive (Fernsehserie, Episode 4x08)
- 2016: R.L. Stine – Die Nacht im Geisterhaus (Mostly Ghostly: One Night in Doom House)
- 2016: Monster Trucks
- 2017: The Recall
- 2017: Descendants 2 – Die Nachkommen (Descendants 2, Fernsehfilm)
- 2017: Somewhere Between (Fernsehserie, 2 Episoden)
- 2017: Gregoire
- 2018: The Originals (Fernsehserie, 6 Episoden)
- 2018–2020: Chilling Adventures of Sabrina (Fernsehserie, 11 Episoden)
- 2019: Legacies (Fernsehserie, 2 Episoden)
- 2019: Descendants 3 – Die Nachkommen (Descendants 3, Fernsehfilm)
- 2019–2020: The Order (Fernsehserie, 7 Episoden)
- 2021: Finding You (Fernsehfilm)
- 2021: Matchmaker Mysteries (Miniserie, Episode 1x03)
- 2021: Hunter's Cabin
- 2022: The Imperfects (Fernsehserie, 5 Episoden)
- 2022: Margaux
- 2023: Marry F*** Kill (Fernsehfilm)

### Synchronisationen
- 2021: Descendants: The Royal Wedding (Animationsfilm)